# Арт Фаунд
«Арт Фаунд» — дебютный музыкальный альбом русскоязычного поэта и музыканта Art Found, выпущенный в июне 2025 года в Австралии.
Альбом стал, возможно, первым русскоязычным виниловым релизом, созданным при участии искусственного интеллекта (ИИ). Релиз привлёк внимание как в музыкальных, так и в технологических кругах за оригинальное сочетание поэзии, различных музыкальных стилей и нейросетевых технологий.

## История создания
Проект был инициирован русскоязычным поэтом и автором песен Art Found, проживающим в Австралии. Автор написал тексты и задал основные мелодические линии композиций, после чего использовал генеративные алгоритмы ИИ для создания музыки, вокальных партий и аранжировок.
Работа над альбомом велась с января по май 2025 года и стала результатом эксперимента по интеграции литературного подхода и современных технологий в музыкальное производство.
По словам автора, замысел альбома родился ещё при прослушивании альбомов Alan Parsons Project. Идея не исполнять свои песни самостоятельно, а использовать сессионных музыкантов и певцов для каждой композиции отдельно была заимствована именно оттуда. Современные технологии позволили заменить сессионных музыкантов генеративными инструментами и записать композиции в точности так, как это задумывалось.

## Концепция
Альбом исследует темы времени, памяти, ностальгии, личной философии и взаимодействия человека с искусственным интеллектом. Art Found рассматривает ИИ как инструмент, сокращающий дистанцию между замыслом и практическим исполнением в музыке. Использованные инструменты ИИ позволили сгенерировать композиции в различных стилях, включая мужские и женские вокальные партии.

## Стиль и тематика
Музыкально альбом «Арт Фаунд» сочетает элементы авторской песни, альтернативного хип-хопа, электронной музыки, пения акапелла, португальского фаду, советской эстрады, диско и босса-новы.
Тематика песен охватывает ностальгию, культурную идентичность, размышления о прошлом и личную философию. Поэтический язык альбома насыщен аллюзиями на советское и постсоветское пространство, на зыбкость настоящего и лёгкость, с которой человек может заблудиться в современном мире.